# Ласьанод
Ласьанод (сом. Laascaanood; англ. Las Anod) — місто Сомалі, у центрі півострова Сомалі. Знаходиться в провінції Сул невизнаної держави Хатумо, а також автономних держав Хатумо (Сул-Санааг-Айн (SSC)) і Пунтленд, які також претендують на дану територію. Ласьанод є столицею сомалійської автономії Хатум.

## Історія
15 жовтня 1969 в Ласьаноді був убитий другий президент Сомалі Абдірашід Алі Шермарк. У 1991 Сомаліленд проголосив незалежність і пред'явив претензії на Ласьанод, який входив до 1960 року до складу Британського Сомалі, чиїм правонаступником вважає себе Сомаліленд, незважаючи на те, що більшість населення Ласьанода відноситься до клану Дулбаханте, який переважно проживає східніше, у провінції Нугал (Пунтленд). З 2002 року місто перебувало під контролем Пунтленду, у жовтні 2007 року Лас Аанод захоплений Сомалілендом. Його війська провели каральні акції проти жителів міста, результатом яких стали 20 000 біженців. У лютому 2011 року Сул-Санааг-Айн відвоював значну територію Сомаліленду, але повернути до свого складу місто не зумів. На 2014 рік тимчасовою столицею Сул-Санааг-Айну автономного утворення Хатумо було місто Буходле.

## Географія
Місто займає стратегічне положення, воно оточений горами, є значні водні ресурси. Останнє особливо важливо для Сомалі в цілому, оскільки в країні переважає посуха.

## Клімат
| Клімат                    | Клімат | Клімат | Клімат | Клімат | Клімат | Клімат | Клімат | Клімат | Клімат | Клімат | Клімат | Клімат | Клімат |
| Показник                  | Січ.   | Лют.   | Бер.   | Квіт.  | Трав.  | Черв.  | Лип.   | Серп.  | Вер.   | Жовт.  | Лист.  | Груд.  |        |
| Середній максимум, °C     | 27,9   | 30,1   | 30,8   | 32,3   | 32,5   | 30,5   | 30,3   | 30,8   | 32,4   | 31,8   | 31,5   | 29,8   |        |
| Середня температура, °C   | 20,3   | 22,6   | 23,1   | 25,2   | 25,9   | 24,8   | 25,1   | 25,2   | 26,2   | 25,1   | 24,1   | 22,4   |        |
| Середній мінімум, °C      | 12,7   | 15,1   | 15,4   | 18,2   | 19,5   | 19,1   | 19,9   | 19,7   | 20,0   | 18,5   | 16,8   | 15,1   |        |
| Норма опадів, мм          | 1      | 1      | 4      | 15     | 52     | 2      | 0      | 0      | 15     | 30     | 10     | 2      |        |
| ------------------------- | ------ | ------ | ------ | ------ | ------ | ------ | ------ | ------ | ------ | ------ | ------ | ------ | ------ |
| Джерело: Climate-Data.org |        |        |        |        |        |        |        |        |        |        |        |        |        |

## Транспорт
У місті функціонує аеропорт, що робить його важливим транспортним центром.

## Населення
Ласьанод — одне з найбільших міст Сомалі, його населення збільшується: у 1990 році воно становило 20 тис. осіб, а в 2001 — вже 60 000. Більшість населення міста належить клану дарод (точніше, його субкланові Дулбаханте), даний клан має більшість у Пунтленді і Сул-Санааг-Айні. У Сомаліленді, контролюючому місто в даний момент, домінує клан Ісаак.

## Освіта
У Ласьаноді розташований один університет, а також велика кількість бібліотек і шкіл. Університет був відкритий у вересні 2004 року, у ньому навчалося 60 студентів, 20 з яких закінчили його в 2009 році.

## Галерея

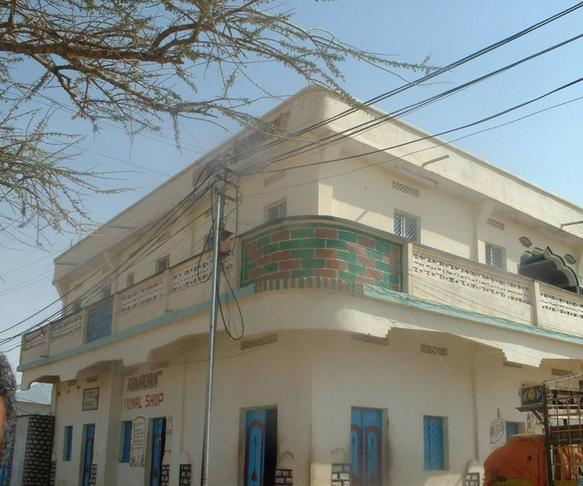
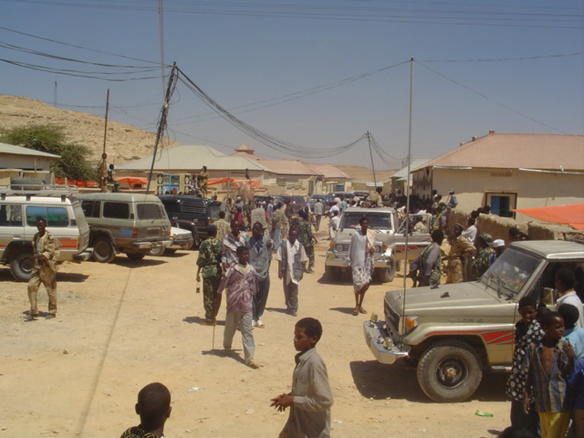

## Відомі уродженці
- Абді Біле — легкоатлет, чемпіон світу.